# Asplenium blepharophorum
Asplenium blepharophorum là một loài thực vật có mạch trong họ Aspleniaceae. Loài này được Bertol. miêu tả khoa học đầu tiên năm 1840.